# Typhula viticola
Typhula viticola är en svampart som först beskrevs av Peck, och fick sitt nu gällande namn av Berthier 1976. Typhula viticola ingår i släktet Typhula och familjen trådklubbor.   Inga underarter finns listade i Catalogue of Life.